# Araneus pseudoconicus
Araneus pseudoconicus este o specie de păianjeni din genul Araneus, familia Araneidae, descrisă de Schenkel, 1936. Conform Catalogue of Life specia Araneus pseudoconicus nu are subspecii cunoscute.